# Дабижа, Николай Трофимович
Никола́й Трофимович Даби́жа (рум. Nicolae Dabija; 15 июля 1948, с. Кодряны, Чимишлийский район, Молдавская ССР, СССР — 12 марта 2021, Кишинёв, Молдавия) — молдавский поэт, прозаик и историк литературы, политик. Почётный член Румынской академии (с 2019) Заслуженный человек Молдавии (2013).

## Биография
Николае Трофимович Дабижа родился 15 июля 1948 года в селе Кодряны Чимишлийского района. Был внуком архимандрита Серафима Дабижи, депортированного в 1947. В 1966 поступил на факультет журналистики Молдавского государственного университета. На третьем курсе был исключен за «прорумынскую и антисоветскую деятельность». Через год был восстановлен, но уже на филологическом факультете. Окончил университет в 1972. С 1972 по 1975 работал редактором на национальном телевидении, в 1975-1984 ‒ начальник отдела литературного журнала «Нистру», в 1984-1986 ‒ редактор молодежного журнала «Горизонт». С 1986 до последних дней жизни являлся редактором еженедельника «Литература ши арта» (Литература и искусство), издаваемого Союзом писателей Молдовы. В период своего расцвета еженедельник превышал тираж 260 000 экземпляров. Был членом Союза писателей и Союза журналистов Республики Молдова. 9 марта 2021 года Николае Дабижа был госпитализирован в Институт неотложной медицины с диагнозом COVID-19. 12 марта 2021 года писатель скончался и был похоронен на Центральном кладбище в Кишинёве. По случаю его похорон 15 марта в стране был объявлен национальный траур.

## Политическая деятельность
В 1975—82 годах был секретарём комсомольской организации СП МССР, на XVIII съезде ЛКСМ был избран членом ЦК ЛКСМ, с 1978 года член КПСС, награждался премиями и почётными грамотами ЛКСМ и ВЛКСМ, был депутатом Кишинёвского совета народных депутатов, членом Президиума молдавского комитета Советского фонда культуры. В 1990—1994 и 1998—2001 годах был депутатом парламента Республики Молдова.
Весной 1989 года избран народным депутатом СССР от Оргеевского национально-территориального избирательного округа № 276 ССР Молдова.
Был почётным членом Румынской академии, членом Совета директоров Национального института по изучению тоталитаризма в Румынии, основателем и председателем Демократического форума румын Молдовы (неправительственная организация, более 25 000 членов).

## Литературная деятельность
Автор многочисленных произведений прозы, поэзии и эссе, а также школьных учебников по молдавской и румынской литературе. Дебютировал в 1975 сборником стихов «Окюл ал трейля» (Третий глаз). Его роман «Temă pentru acasă» (Домашнее задание, 2009) был переведен на несколько языков. Активно сотрудничал со студией «Молдова-фильм» в качестве сценариста и переводчика сценариев. Ещё при жизни был объявлен классиком молдавской литературы.

## Награды
- Орден Республики (1995)
- Орден Почёта (2009)
- Командор ордена Звезды Румынии (2000, Румыния) — «за его замечательные поэтические работы и его участие в возрождении румынской духовности» (2000)[3]
- Великий офицер ордена «За заслуги перед культурой»[рум.] в категории A «Литература» (2014, Румыния)[4]
- Om Emerit (2013) — «за выдающиеся успехи в творческой деятельности, вклад в процесс национального возрождения и заслуги в продвижении демократических ценностей»[5].
- Медаль правительства Румынии «Эриксон — 150 лет со дня рождения» (2000)
- Национальная премия Республики Молдова (2011, Правительство Молдавии)[6]
- Лауреат Государственной премии Молдавской ССР (1988)
- Гран-при Санкт-Джордж, Международный фестиваль поэзии Уздин, Сербия (2006)
- Премия Ассоциации юристов Румынии (2001).
- Почётный гражданин города Крайовы.

## Издания на русском языке
- Утренняя вода [Стихи] - Кишинёв, Литература артистикэ, 1980
- Стихи - Кишинёв, Литература артистикэ, 1985
- Безымянный мастер [Стихи] - Кишинёв, Литература артистикэ, 1985
- Крыло под одеждой [Стихи] - Кишинёв, Литература артистикэ, 1989
- Заднестровская Молдова — исконная наша земля [Эссе] - Кишинёв, Hyperion, 1990
- По следам Орфея [Эссе] - Кишинёв, Hyperion, 1990

## Память
В 2023 году на территории Регионального музея истории, этнографии и искусства Чимишлии молдавский скульптор Вячеслав Жиглицкий установил бюст поэта